# Bolbomorphus chinensis
Bolbomorphus chinensis là một loài bọ cánh cứng trong họ Endomychidae. Loài này được miêu tả khoa học năm 1955 bởi Mader.